# Johann Philipp Böhm
Johann Philipp Böhm (* 1683 in Hochstadt (Maintal); † 29. April 1749 in Hellertown, Pennsylvania) war ein deutscher reformierter Pfarrer.

## Leben
Johann Philipp Böhm wurde am 25. November 1683 in Hochstadt getauft; er war Sohn des Pfarrers Philipp Ludwig Böhm (1646–1723) und der Maria Böhm (1651–1693). Zunächst war Böhm als Lehrer in Worms sowie in Lambsheim tätig, wanderte 1720 aber nach Pennsylvania aus, wo er sich im Montgomery County niederließ. 1725 war er zunächst in kleineren Ansiedlungen als Pfarrer tätig, ohne ordiniert zu sein. Dies holte er am 23. November 1729 in New York nach und wirkte von da an unter anderem in Germantown als auch Philadelphia. Auch der Schweizer Michael Schlatter wurde 1746 von den Niederlanden nach Pennsylvania berufen, um dort Pfarrer zu werden. Schlatter war aufgetragen worden, eine kirchliche Organisation der deutschen reformierten Kirche in Pennsylvania zu schaffen. Im Folgejahr gründeten Böhm und Schlatter den Coetus reformierter Prediger in Pennsylvania, zu dessen Präsident Böhm 1748 ernannt wurde. Daher gilt er als Begründer der deutschen reformierten Kirche in Amerika. Am 29. April 1749 schon verstarb er. Er war zwei Mal verheiratet gewesen, zuerst mit Anna Maria Stehler und ein zweites Mal mit Anna Maria Scherer.

## Werk
- Getreuer Warnungsbrief an die Hochteutsche Evangelisch Reformierten und alle deren Glieder in Pennsylvania (Pennsylvania 1742)